# Нияма
Ния́ма (санскр.  नियम, IAST: niyama) — в индийских религиях и йоге перечень положительных личных качеств человека, в первую очередь определяющих его душевное состояние. Вторая ступень йоги Патанджали, образующая вместе с первой ступенью ямой единый свод правил самодисциплины и поведения по отношению к другим людям.
В «Йога-сутрах» Патанджали приводит пять ниям:
1. Шауча — чистота, как внешняя (чистоплотность), так и внутренняя (чистота ума). Шауча рассматривается на трех уровнях. 1) Чистота тела — это практика крийи, асаны, пранаямы; гигиена, ношение чистой одежды, чистота пищи, поддержание жилища в чистоте и порядке. 2) Чистота речи. Это соблюдение норм языка, хорошая дикция и нравственность высказываний. 3) Чистота мыслей. Это отсутствие отрицательных эмоций, таких как ненависть, гнев, страх, алчность, гордыня, вожделение и т. п.[2]
2. Сантоша — скромность, удовлетворённость настоящим, оптимизм.
3. Тапас — самодисциплина, усердие в достижении духовной цели.
4. Свадхьяя — познание, изучение духовной и научной литературы, формирование культуры мышления.
5. Ишвара-пранидхана — принятие Ишвары (Бога) в качестве своей цели, единственного идеала в жизни.

В «Шандилья-упанишаде», «Вараха-упанишаде», «Сиддха-сиддханта паддхати», «Хатха-йога-прадипике» и «Тирумантирам» приводится список из 10 ниям:
- Хри — раскаяние.
- Сантоша — скромность, удовлетворённость настоящим, оптимизм.
- Дана — благотворительность.
- Астикья — твёрдая вера.
- Ишварапуджана — поклонение Богу.
- Сиддханта-шравана — изучение священных текстов.
- Мати — познание, развитие духовного разума под руководством гуру.
- Врата — священные обеты.
- Джапа — повторение мантр.
- Тапас — самодисциплина, аскеза, усердие в достижении духовной цели.

При традиционном обучении йоге ниямы дает гуру, в зависимости от ситуаций и особенностей развития ученика (индивидуальный подход).